# 加藤望
加藤 望（かとう のぞむ、1969年10月7日 - ）は、宮城県仙台市出身の元プロサッカー選手、サッカー指導者。現役時代のポジションはミッドフィールダー、フォワード。元柏レイソル監督。

## 来歴
東海大学時代まではFWでプレー。礒貝洋光や澤登正朗、山口素弘らと共に黄金期を築いた。
大学卒業後の1992年、柏レイソルの前身である日立製作所本社サッカー部に入団した。入団当初の2年間は出場機会に恵まれなかったが、「試合に出ている人と同じことをしていてはダメだ。練習をするしかない」という危機感から打ち込んで1994年には主力選手となり、同年の柏のJリーグ昇格に貢献した。翌1995年には日本代表候補にも選出された。1996年のリーグ戦では二桁アシストを決めるなどの活躍を見せていた。2002年以降は出場機会が減少し、入団から13年目の2004年に柏から戦力外通告を受けた。
そこで現役を続行するため、Jリーグ合同トライアウトに参加すると、複数クラブから獲得のオファーを受けた。その中から加藤が「もっとも熱心に、本気で必要としてくれていると感じた」J2の湘南ベルマーレに移籍するとすぐにレギュラーに定着し、2007年にはリーグ戦で自身初の2桁得点を挙げる。
39歳を迎える2008年も現役を続け、三浦知良、森山泰行に次ぐJ2で3番目の年長選手となった。2008年限りで湘南から戦力外を受け、トライアウトに挑むも現役引退を選ぶ。
2009年より湘南のコーチに就任し、2011年からは同U15監督。2013年には産業能率大学サッカー部監督に就任した。
2018年、選手時代にチームメイトであった下平隆宏が率いる古巣柏のヘッドコーチに就任。5月13日に下平の解任により、監督に就任した。就任期間のリーグ戦は5勝1分12敗と大きく負け越し、終盤の勝負どころで3連敗を喫するなど降格圏を脱せず、11月10日付で解任された（結果的にチームはJ2へ降格）。

## エピソード
- プロの鑑、最高の手本であると、かつて湘南に所属したグラントは述べている。[要出典]
- ポルトガル語が得意で、湘南在籍のブラジル人選手とはポルトガル語でコミュニケーションが取れる。ホーム平塚競技場の試合前選手紹介では、「加藤“ガロッチーニョ”望！」とコールされていた。[要出典]
- 父は地元仙台の高校でレスリングを教えている。[要出典]

## 所属クラブ
- 東北学院中学校
- 東北学院高等学校
- 東海大学
- 1992年 - 2004年 日立製作所 / 柏レイソル
- 2005年 - 2008年 湘南ベルマーレ

## 個人成績
| 国内大会個人成績 | 国内大会個人成績 | 国内大会個人成績 | 国内大会個人成績 | 国内大会個人成績 | 国内大会個人成績 | 国内大会個人成績 | 国内大会個人成績 | 国内大会個人成績 | 国内大会個人成績 | 国内大会個人成績 | 国内大会個人成績 |
| 年度             | クラブ           | 背番号           | リーグ           | リーグ戦         | リーグ戦         | リーグ杯         | リーグ杯         | オープン杯       | オープン杯       | 期間通算         | 期間通算         |
| 年度             | クラブ           | 背番号           | リーグ           | 出場             | 得点             | 出場             | 得点             | 出場             | 得点             | 出場             | 得点             |
| 日本             | 日本             | 日本             | 日本             | リーグ戦         | リーグ戦         | リーグ杯         | リーグ杯         | 天皇杯           | 天皇杯           | 期間通算         | 期間通算         |
| ---------------- | ---------------- | ---------------- | ---------------- | ---------------- | ---------------- | ---------------- | ---------------- | ---------------- | ---------------- | ---------------- | ---------------- |
| 1992             | 日立             | 26               | 旧J1             | 3                | 0                | -                | -                | -                | -                | 3                | 0                |
| 1993             | 柏               | 26               | 旧J1             | 7                | 0                | 0                | 0                | 0                | 0                | 7                | 0                |
| 1994             | 柏               | 23               | 旧JFL            | 26               | 6                | 1                | 0                | 0                | 0                | 27               | 6                |
| 1995             | 柏               | -                | J                | 46               | 8                | -                | -                | 2                | 0                | 48               | 8                |
| 1996             | 柏               | -                | J                | 27               | 8                | 14               | 2                | 2                | 0                | 43               | 10               |
| 1997             | 柏               | 11               | J                | 32               | 4                | 8                | 1                | 3                | 1                | 43               | 6                |
| 1998             | 柏               | 11               | J                | 34               | 8                | 4                | 6                | 2                | 1                | 40               | 15               |
| 1999             | 柏               | 11               | J1               | 30               | 9                | 8                | 2                | 4                | 0                | 42               | 11               |
| 2000             | 柏               | 11               | J1               | 29               | 2                | 2                | 0                | 2                | 2                | 33               | 4                |
| 2001             | 柏               | 11               | J1               | 22               | 4                | 4                | 2                | 1                | 0                | 27               | 6                |
| 2002             | 柏               | 11               | J1               | 18               | 3                | 6                | 0                | 0                | 0                | 24               | 3                |
| 2003             | 柏               | 11               | J1               | 10               | 0                | 2                | 0                | 1                | 0                | 13               | 0                |
| 2004             | 柏               | 11               | J1               | 7                | 0                | 2                | 0                | 1                | 0                | 10               | 0                |
| 2005             | 湘南             | 24               | J2               | 41               | 9                | -                | -                | 1                | 0                | 42               | 9                |
| 2006             | 湘南             | 24               | J2               | 42               | 6                | -                | -                | 2                | 0                | 44               | 6                |
| 2007             | 湘南             | 24               | J2               | 47               | 10               | -                | -                | 1                | 0                | 48               | 10               |
| 2008             | 湘南             | 24               | J2               | 40               | 5                | -                | -                | 1                | 0                | 41               | 5                |
| 通算             | 日本             | 日本             | J1               | 255              | 46               | 50               | 13               | 18               | 4                | 323              | 63               |
| 通算             | 日本             | 日本             | J2               | 170              | 30               | -                | -                | 5                | 0                | 175              | 30               |
| 通算             | 日本             | 日本             | 旧JFL            | 33               | 6                | 1                | 0                | 0                | 0                | 34               | 6                |
| 総通算           | 総通算           | 総通算           | 総通算           | 458              | 82               | 51               | 13               | 23               | 4                | 532              | 99               |

- J1初出場 - 1995年3月18日 1st第1節 清水エスパルス戦（静岡県草薙総合運動場陸上競技場）
- J1初得点 - 1995年4月5日 1st第6節 名古屋グランパスエイト戦（名古屋市瑞穂公園陸上競技場）
- J2初出場 - 2005年3月5日 第1節 横浜FC戦（平塚競技場）
- J2初得点 - 同上

## 代表歴
- 1995年 日本代表

## 指導歴
- 2009年 - 2012年 湘南ベルマーレ
  - 2009年 - 2010年 トップチーム コーチ
  - 2011年 - 2012年 U-15平塚 監督
- 2013年 - 2017年 産業能率大学サッカー部 監督
- 2018年 - 同年11月 柏レイソル
  - 2018年 - 同年5月 ヘッドコーチ
  - 2018年5月 - 同年11月 監督
- 2019年 - 2022年 明治学院大学体育会サッカー部 監督
- 2023年 ラインメール青森FC ヘッドコーチ
- 2024年 松本山雅FC ディベロップメントコーチ
- 2025年 ベガルタ仙台 ユース監督

## タイトル

### クラブ
東海大学
- 全日本大学サッカー選手権大会：2回（1988年、1990年）
- 総理大臣杯全日本大学サッカートーナメント：1回 （1991年）

柏レイソル
- Jリーグカップ：1回（1999年）

### 個人
- Jリーグ功労選手賞 （2009年）